# Begovaja (station MTsD)
Begovaja (Russisch: Беговая uitspraakⓘ) is een station aan de spoorweg Moskou-Smolensk die vanaf Station Moskva Beloroesskaja Moskou met het westen verbindt.  

## Ligging
Het station ligt bij de begraafplaats Vagankovskoje, aan de zuidkant van het spoor, en het hippodroom van Moskou, aan de noordkant van het spoor, waar de wijk Bega en op zijn beurt het station hun naam aan danken. Ten westen van het station ligt de derde ringweg op het Vaganovskiviaduct en op het stationsplein aan de noordkant ligt het knooppunt tussen de derde ringweg en de Chorosjovski Sjosse. Onder het stationsplein ligt het gelijknamige metrostation. Het station kent twee zijperrons die bereikbaar zijn via een voetgangerstunnel onder de sporen, de perrons zijn sinds 2000 voorzien van toegangspoortjes. Vanaf het metrostation kom je eerst langs het noordelijke  spoor 1 dat wordt gebruikt door de treinen naar het westen en daarna langs het zuidelijke spoor 2 voor de treinen richting het centrum. 

## Treindiensten
Sinds 21 november 2019 wordt het station bedient door lijn 1 van het stadsgewestelijknet en vanaf 2021 zal ook lijn 4 het station aandoen.  Het station heeft, naast bestemmingen aan de Smolensk-spoorlijn, rechtstreekse verbindingen met voorstadstreinstellen naar bestemmingen aan de Savelovski-spoorlijn en de Koersk-spoorlijn. De eindpunten zijn in het westen Zevnigorod en Borodino, in het noorden Doebna en in het zuiden Serpoechov. De reistijd naar Beloroesskaja bedraagt 4 minuten.   